# يان غوميز
يان غوميز (بالبرتغالية: Yan Gomes‏) هو لاعب كرة قاعدة برازيلي، ولد في 19 يوليو 1987 في ساو باولو في البرازيل.

## وصلات خارجية
- يان غوميز على موقع دوري كرة القاعدة الرئيسي (الإنجليزية)
- يان غوميز على موقعبيزبول رفرنس.كوم (الدوري الرئيسي) (الإنجليزية)
- يان غوميز على موقعبيزبول رفرنس.كوم (الدوري الثانوي) (الإنجليزية)
- يان غوميز على موقع إي إس بي إن.كوم (أم.أل.بي) (الإنجليزية)
- يان غوميز على موقع مشجعي الرسوم البيانية (الإنجليزية)